# Hong Kong Open 2002
L'Hong Kong Open 2002  è stato un torneo di tennis giocato sul cemento. È stata la 27ª edizione dell'Hong Kong Open, facente parte della categoria International Series nell'ambito dell'ATP Tour 2002.  Il torneo si è giocato a Hong Kong in Cina, dal 23 al 29 settembre 2002.
È stata l'ultima edizione maschile del torneo, al termine della quale l'Hong Kong Open fu dismesso e ripristinato nel 2014 come torneo femminile facente parte del WTA Tour.

## Campioni

### Singolare maschile
Juan Carlos Ferrero ha battuto in finale  Carlos Moyá con il punteggio di 6–3, 1–6, 7–6(4)

### Doppio maschile
Jan-Michael Gambill /  Graydon Oliver hanno battuto in finale  Wayne Arthurs /  Andrew Kratzmann con il punteggio di 6(2)–7 6–4 7–6(4)